# Coppa del mondo di mountain bike 1994
La Coppa del mondo di mountain bike 1994 organizzata dall'Unione Ciclistica Internazionale (UCI) e supportata da Grundig si disputò su due discipline: cross country (10 tappe) e downhill (6 tappe).

## Cross country
| Data              | Luogo             | Vincitore           | Vincitrice      |
| ----------------- | ----------------- | ------------------- | --------------- |
| ?                 | Madrid            | John Tomac          | Juli Furtado    |
| ?                 | Isola d'Elba      | Ned Overend         | Alison Sydor    |
| ?                 | Houffalize        | Henrik Djernis      | Juli Furtado    |
| ?                 | Plymouth          | Henrik Djernis      | Juli Furtado    |
| ?                 | Mount Snow        | Thomas Frischknecht | Juli Furtado    |
| ?                 | Mont-Sainte-Anne  | Thomas Frischknecht | Juli Furtado    |
| ?                 | Mammoth Lakes     | Gary Ford           | Juli Furtado    |
| ?                 | Cairns            | Bart Brentjens      | Susan De Mattei |
| ?                 | Lenzerheide       | Ned Overend         | Paola Pezzo     |
| ?                 | Silverstar        | Tinker Juarez       | Alison Sydor    |
| Classifica finale | Classifica finale | Bart Brentjens      | Juli Furtado    |

## Downhill
| Data              | Luogo             | Vincitore       | Vincitrice             |
| ----------------- | ----------------- | --------------- | ---------------------- |
| ?                 | Cap-d'Ail         | François Gachet | Anne-Caroline Chausson |
| ?                 | Hindelang         | François Gachet | Missy Giove            |
| ?                 | Mont-Sainte-Anne  | Jürgen Beneke   | Elke Brutsaert         |
| ?                 | Mammoth Lakes     | Jürgen Beneke   | Kim Sonier             |
| ?                 | Kaprun            | François Gachet | Missy Giove            |
| ?                 | Silverstar        | François Gachet | Kim Sonier             |
| Classifica finale | Classifica finale | François Gachet | Kim Sonier             |